# مذبحة البعثة الطبية لهداسا
مذبحة البعثة الطبية لهداسا هي مذبحة نُفذت في يوم 13 ابريل 1948 ضد قافلة مكونة من 10 سيارات تضم مليشيات صهيونية وأطباء بواسطة قوات عربية غير نظامية. تمكنت 5 سيارات من الفرار ولكن خمس سيارات أخرى بضمنها حافلتان وسيارتا اسعاف لم تتمكن وأصبحت عرضة لإطلاق نار. قُتل نحو 77 يهودي صهيوني. جاء الهجوم ردًا على مجزرة دير ياسين.